# Paul Chassaigne-Goyon
Pour les articles homonymes, voir Chassaigne et Goyon.
Paul Chassaigne-Goyon, né le 2 août 1855 à Châlons-sur-Marne (Marne)  et mort le 2 février 1936 à Paris (Seine), est un homme politique français.

## Biographie
Paul Auguste Pierre Marie Chassaigne-Goyon est le fils du préfet de la Marne, Alexandre Chassaigne-Goyon, qui présida à la création du camp militaire de Châlons sous Napoléon III. D'abord avocat, il est tenté par la politique. Élu conseiller municipal de Paris en 1896, il est président du Conseil municipal du 28 mai 1913 jusqu’en 1914. Il succède à un autre Châlonnais, Henri Galli, puis assure la présidence par intérim au décès de son successeur, Adrien Mithouard, d’avril 1918 au 23 juin 1918. Élu député de la Seine le 16 novembre 1919 comme tête de liste du bloc national républicain et de l'Union nationale républicaine socialiste et nationale, il siège jusqu'à sa mort survenue à Paris le 2 février 1936, après avoir été renversé par un taxi. 
Il avait été élu vice-président de la Chambre des députés en 1922.
En mai 1920, il avait été nommé membre du comité directeur de la Ligue des patriotes présidée par Maurice Barrès.

## Hommage
En 1937, la place Chassaigne-Goyon dans le 8e arrondissement de Paris est créée en sa mémoire.

## Sources
- « Paul Chassaigne-Goyon », dans le Dictionnaire des parlementaires français (1889-1940), sous la direction de Jean Jolly, PUF, 1960 [détail de l’édition]